# 최강장군가리포
최강장군가리포는 대한민국 전라남도 완도군 완도읍 석장리에 있다. 2005년 1월 4일 완도군의 향토문화유산 제7호로 지정되었다.